# Автошлях E573
E573, Європейський маршрут E573 — європейський автошлях, що бере свій початок в угорському Пюшпекладані і закінчується в українському Ужгороді. На території Угорщини збігається з автошляхом 4, в Україні — з частиною міжнародної автомагістралі М06 (Київ — Чоп).
Загальна довжина — 193 км.

## Маршрут
| Європейський маршрут E573 |        |         |
| Угорщина                  |        |         |
| Пюшпекладань              | 0 км   | E60     |
| Ньїредьхаза               | 101    |         |
| Україна                   |        |         |
| Чоп (пункт контролю)      | 168    |         |
| Чоп                       | 171    |         |
| Ужгород                   | 193 км | E50 E58 |